# Distrito de Nyon
O Distrito de Nyon na Suiça, tem como capital a cidade de Nyon, e é um dos outros dez distritos que compõem o  Cantão de Vaud. Constituído por 47 comunas, tem uma superfície de 307,47 km² e uma população de 89 601 hab. (2010) tem uma densidade de 291,4 hab/km².

## História
Na origem composto por 32 comunas (suíças) foi aumentado a partir de Janeiro 2008 da quase totalidade das comunas que compunham o antigo distrito de Rolle e passou a tem 47 

## Geografia
Junto ao Lago Lemano, é limitado a Norte pelo distrito do Jura-Nord vaudois, a Leste pelo de distrito de Morges, a Sudeste com o departamento francês da Alta Saboia, a Oeste com o departamento francês de Ain, e a Sul com ao Cantão de Genebra.

## Imagens

Bandiera de Nyon Capital do distrito
Escudo de Nyon Capital do distrito
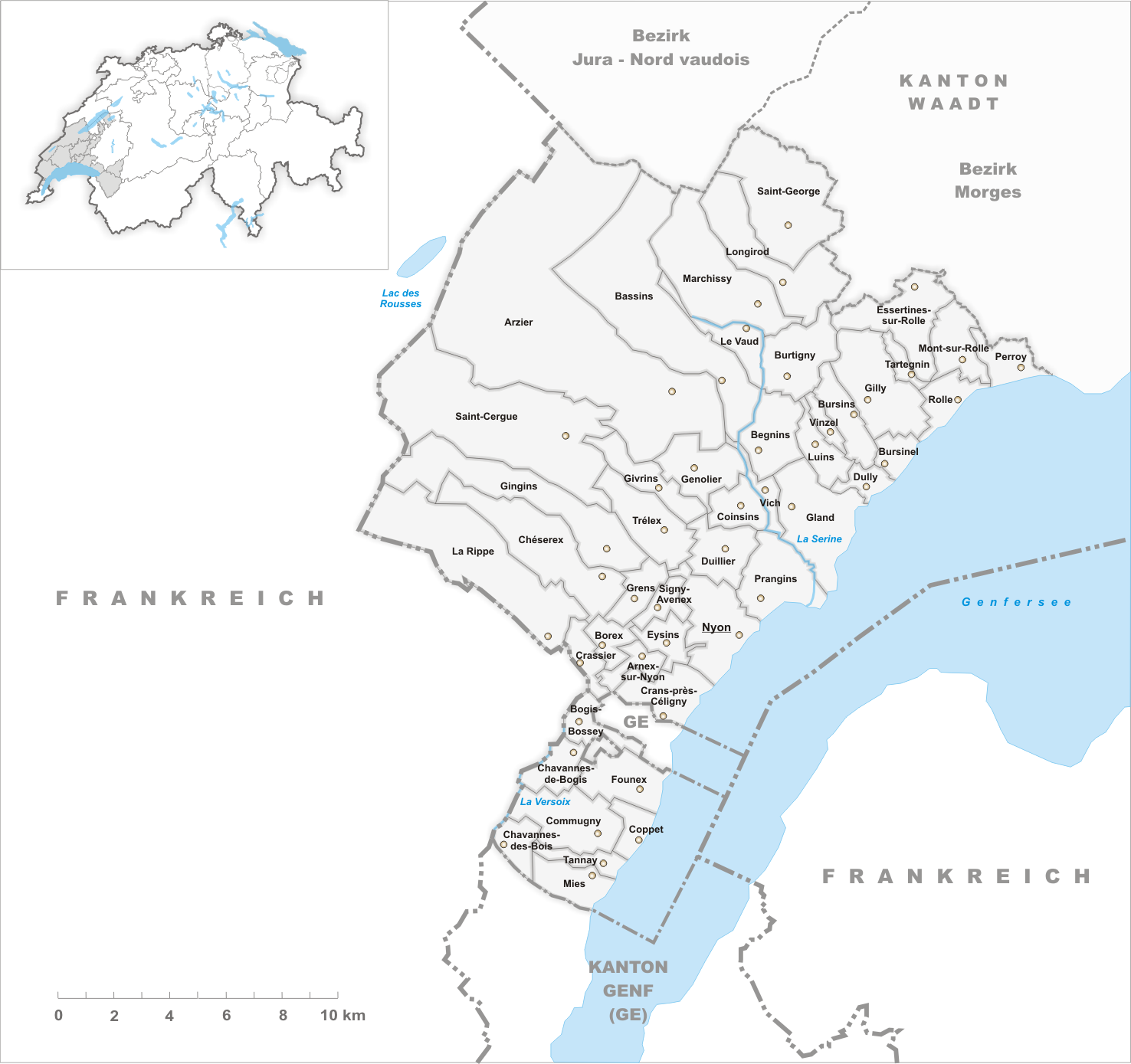
Comunas do distrito de Nyon

## Comunas
Lista das 47 comunas que compõem o distrito de Nyon.
| Arnex-sur-Nyon       |
| Arzier               |
| Bassins              |
| Begnins              |
| Bogis-Bossey         |
| Borex                |
| Bursinel             |
| Bursins              |
| Burtigny             |
| Chavannes-de-Bogis   |
| Chavannes-des-Bois   |
| Chéserex             |
| Coinsins             |
| Commugny             |
| Coppet               |
| Crans-près-Céligny   |
| Crassier             |
| Duillier             |
| Dully                |
| Essertines-sur-Rolle |
| Eysins               |
| Founex               |
| Genolier             |
| Gilly (Vaud)         |

| Gingins             |
| Givrins             |
| Gland (Vaud)        |
| Grens               |
| La Rippe            |
| Le Vaud             |
| Longirod            |
| Luins               |
| Marchissy           |
| Mies                |
| Mont-sur-Rolle      |
| Nyon                |
| Perroy (Vaud)       |
| Prangins            |
| Rolle               |
| Saint-Cergue        |
| Saint-George (Vaud) |
| Signy-Avenex        |
| Tannay (Vaud)       |
| Tartegnin           |
| Trélex              |
| Vich (Vaud)         |
| Vinzel              |